# 마키 미도리
마키 미도리(일본어: 真木碧, 4월 2일 ~ )는 일본 카레이도 스코프 소속의 여성 성우이다.
가나가와현 출신으로 본명은 미도리카와 마키(일본어: 緑川麻喜)로, 옛 이름은 이토 마키(伊藤麻喜)였으나 2000년 1월 1일 미도리카와 히카루와 결혼하면서 이름이 바뀌었다. 주로 어덜트 게임에 출연이 잦으며, 여동생은 같은 성우인 이토 마이이다. 2007년 9월자로 카레이도 스코프로 이적하였다.

## 출연작품

### TV 애니메이션
2008년
- 아마츠키 (오우메)

### OVA
2003년
- 에이켄 ~에이켄부로부터 사랑을 담아~ (그레이스 린)

### 게임
2000년
- P.S.3 ~할렘 나이트~ (히토미)
- 멘 앳 워크!2 ~헌터 아카데미에 어서오세요~(파랜드 택틱스FX) (루시 후케)

2002년
- 싸움 여신2 ~사라진 기억으로의 진혼가~ (카우라 그레이지)
- 공주님은 특훈중! (란파)

2003년
- SEXFRIEND ~섹스 프렌드~ (카부사치 츠키요)
- LOVERS ~사랑에 빠지면…~ (사쿠라 마유미)
- 레벨 저스티스 (러브리 화이트 스타)
- 환린의 희장군2 ~인도된 혼의 계보~ (리셸 플루트)

2004년
- CARNIVAL (타카스기 모모에)
- 전생학원환창록 (쿠레 리카)
- Xchange2R (오오토리 시즈카)
- 마음…0 (후지 이오리)

2005년
- 나나세 렌 (타츠코, 학생1, 여자1)
- 파스텔 차임 Continue (카시가야 토우코)

2006년
- 둘이서 하나의 연심(후지모리 렌)
- 위즈 아니바 사리 (엔피(루루가노 야누세 엔피누스))
- 전생학원월광록 (알)

2007년
- 해피☆마가렛! (츠와부키 아키라)